# Canals de Cerví
Les Canals de Cerví és un indret del terme de Sarroca de Bellera, al Pallars Jussà, en el territori de l'antic terme de Benés.
Estan situades al vessant nord-est del Pica de Cerví, al costat de ponent de la vall del riu de Manyanet, a l'extrem nord-oest del terme municipal.